# لوسرن، میسوری
لوسرن (به انگلیسی: Lucerne) یک روستا (ایالات متحده آمریکا) در ایالات متحده آمریکا است که در شهرستان پاتنم، میزوری واقع شده‌است.
 لوسرن ۰٫۶۵ کیلومتر مربع مساحت و ۸۵ نفر جمعیت دارد و ۲۹۶ متر بالاتر از سطح دریا واقع شده‌است.